# Montelupone
Montelupone és una població (comune) dins la Província de Macerata a la regió italiana de Marche, situada aproximadament a 30 km al sud d'Ancona i uns 11 km al nord-est de Macerata. Des del 31 de desembre de 2004, té una població de 3,335 i una àrea de 32,7 km².
Poblacions que limiten amb Montelupone: Macerata, Montecosaro, Morrovalle, Potenza Picena, Recanati.
La cursa de la Tirreno-Adriatico 2009 passà per aquesta població.